# Amphicnemis mariae
Amphicnemis mariae là một loài chuồn chuồn kim trong họ Coenagrionidae.
Amphicnemis mariae được Lieftinck miêu tả khoa học năm 1940.